# Erwin Hubert
Erwin Hubert (Viena, 16 de julio de 1883 – Palma, 18 de septiembre de 1963) fue un pintor y acuarelista del Imperio Austrohúngaro, establecido en Mallorca (Islas Baleares, España).

## Primeros años
Cursó estudios de comercio y en 1902 entró a trabajar en la editorial de Edward Hölzel, encargada de publicar obras del Archiduque Luis Salvador de Austria donde destaca por su habilidad para descifrar la letra de sus manuscritos. Más adelante es contratado por el propio Archiduque y desde 1903 formó parte de su séquito como corrector y secretario; pero pronto destacó como pintor y dibujante, hasta llegar a ilustrar muchos de los trabajos del Archiduque. Con él viaja por todo el Mediterráneo a bordo de su barco (el Nixe II), y llega a Mallorca por primera vez en 1904.
En 1910 regresó a Viena para trabajar en el Banco Nacional Austrohúngaro (Oesterreichische Nationalbank), trabajo teóricamente más estable, pero sigue pintando y colaborando con el Archiduque a distancia. De hecho, la última obra (póstuma) del Archiduque, Torres y atalayas de Mallorca (Auslug und Wachttürme Mallorca, 1916) llevaba prólogo de Hubert y fue ilustrada con sus acuarelas. En 1915 se casó con Adele Panoch y sigue viviendo en Viena, pero poco después de terminar la Primera Guerra Mundial decide dedicarse completamente a la pintura y se traslada a Mallorca, la cual conocía gracias a sus estancias con el Archiduque.

## Llegada a Mallorca
En 1920 Hubert se instala en la posesión de Miramar, al norte de la isla, aunque pronto se trasladaría a Palma mientras su familia volvía a Viena. Debutó públicamente en Palma ese año, en la Exposición Regional de Arte, de carácter colectivo y organizada por el Ayuntamiento. A principios de 1921, también en Palma, inauguraba la primera exposición monográfica en el Salón Árabe de la sociedad La Veda, con éxito de crítica y público. En estas exposiciones mostraba la preferencia y habilidad con la acuarela en detrimento de la pintura al óleo y su preferencia por el paisajismo, escenas folclóricas y populares (calas, campesinos, tradiciones, mercadillos, bailes, etc.) y el retrato.
Posteriormente en 1923 realiza exposiciones en Barcelona (Galerías Layetanas) y Madrid (Ateneo de Madrid), que lo consolidaron definitivamente. Desde entonces expone frecuentemente por toda Mallorca, viaja por todo el Estado y también al extranjero, a lugares como Brasil, Egipto y Marruecos. También participa en la Exposición de Pintura de Mallorca, con el concurso de varios pintores mallorquines, celebrada en el Pabellón Nacional de Buenos Aires (1928).
También alcanzó gran prestigio como retratista; sobre todo de nobles, financieros o intelectuales, sin descuidar a personajes anónimos de carácter popular. En Madrid fue conocido como El pintor de la Corte, dada la cantidad de retratos que allí pintó (más de 300). En total se le calculan unos 2.000 retratos.

## Ilustrador del turismo

Erwin Hubert, ca. 1950

Desde 1929 colaboró con el Fomento del Turismo de Mallorca, que publica Guía de Mallorca, libro con cubiertas ilustradas por él. En 1930 la entidad distribuye miles de carteles reproduciendo una serie de acuarelas de Hubert y la leyenda Visit Mallorca en varios idiomas, distribuidos por toda España y el extranjero. Ésta fue la primera publicidad masiva del naciente turismo mallorquín, junto con otros materiales (folletos, series de postales, etc.) basados en sus acuarelas, que le convirtieron en el principal ilustrador de los atractivos que entonces Mallorca ofrecía y representaba.
Desde entonces su presencia como ilustrador fue constante en libros como Mallorca. Guía gráfica de Josep Costa Ferrer, Picarol (1930); Viaje a Mallorca de José María Salaverría (1933); La isla maravillosa (1945) y Cuevas dels Hams (1946), de Josep Vidal Isern, y muchos otros. Su estilo era idóneo para el lenguaje publicitario, ya que ilustraba las virtudes de la isla. No exento de crítica, porque se le atribuía cierta idealización en los paisajes y abusar de arquetipos en personajes y escenas populares. Pero siempre era agradable a la vista y técnicamente impecable, con un estilo único y personal.

## Muerte
Murió en Palma el 18 de septiembre de 1963 a causa de un accidente de tráfico, cuando, saliendo de la Pensión de la calle Cavallería en la que residía, en la Rambla de la ciudad iba a subir al tranvía, se le escapó su perrita y fue atropellado por una motocicleta Vespa. Sobrevivió, pero murió en el Hospital General horas después, a causa de las heridas sufridas. Fue enterrado en el Cementerio de la ciudad y más adelante el Ayuntamiento le concedió una calle en el barrio de El Molinar. En años siguientes tuvieron lugar diversas exposiciones monográficas en el Círculo de Bellas Artes (1965), en el Palacio de Marivent (1968) y en la Fundación Barceló (1994).

## Reconocimientos
- Medalla de plata de la sociedad Albrecht Dürer-Bund de Viena (1918)
- Medalla de oro de la Sociedad de Artistas Nacionales de Rio de Janeiro (1952)
- Socio de honor del Círculo de Bellas Artes de Palma
- Diploma honorífico del Ayuntamiento de Palma (1974, con carácter póstumo)